# Mary Anderson (inventora)
Mary Anderson (Alabama, 19 de febrero de 1866-Monteagle (Tennessee), 27 de junio de 1953) fue una promotora inmobiliaria, ranchera y viticultora estadounidense. Se la considera inventora del limpiaparabrisas. En noviembre de 1903 se le concedió su primera patente para un dispositivo de limpieza de parabrisas controlado desde el interior del vehículo.

## Primeros años
Mary Anderson nació en el condado de Greene, Alabama, en el inicio de la reconstrucción en 1866. En 1889 se trasladó con su madre viuda y su hermana a la ciudad en pleno auge de Birmingham, Alabama. Ella construyó los apartamentos Fairmont en avenida Highland poco después de instalarse. En 1893, Mary Anderson se mudó al oeste de Fresno, California, donde hasta 1898 operó un rancho de ganado y un viñedo.

## Invención del limpiaparabrisas
En una visita a la ciudad de Nueva York en el invierno de 1902, tomó el tranvía y notó que en todo el recorrido el conductor debía detenerse y salir continuamente a limpiar la suciedad, el agua y el hielo que se impregnaban en el parabrisas; también observó que dejaba las ventanas semiabiertas debido a las dificultades para mantener el parabrisas limpio. Eso hacía perder tiempo al propio conductor y a los viajeros. Un día después del primer paseo buscó un diagrama del dispositivo de barrido elemental. Cuando regresó a Alabama contrató a un diseñador para que diseñara un dispositivo de accionamiento manual para mantener el parabrisas limpio y consiguió una compañía local para que produjese un modelo de trabajo.

En 1903 solicitó y se le concedió una patente de 17 años por el limpiaparabrisas. El dispositivo que ideó consistía en una palanca, instalada en el interior del vehículo, que controlaba una lámina de goma resistente en la parte exterior del parabrisas. La palanca podría ser accionada para hacer que el brazo metálico, por medio de resortes, pudiera moverse hacia atrás y hacia adelante a través del parabrisas, una y otra vez. Un contrapeso se utilizaba para asegurar el contacto entre la escobilla y la ventana. Dispositivos similares se habían hecho antes, pero el de Anderson fue el primero en ser efectivo. Su sistema tenía un único brazo sostenido en la parte superior y en el centro del vidrio.

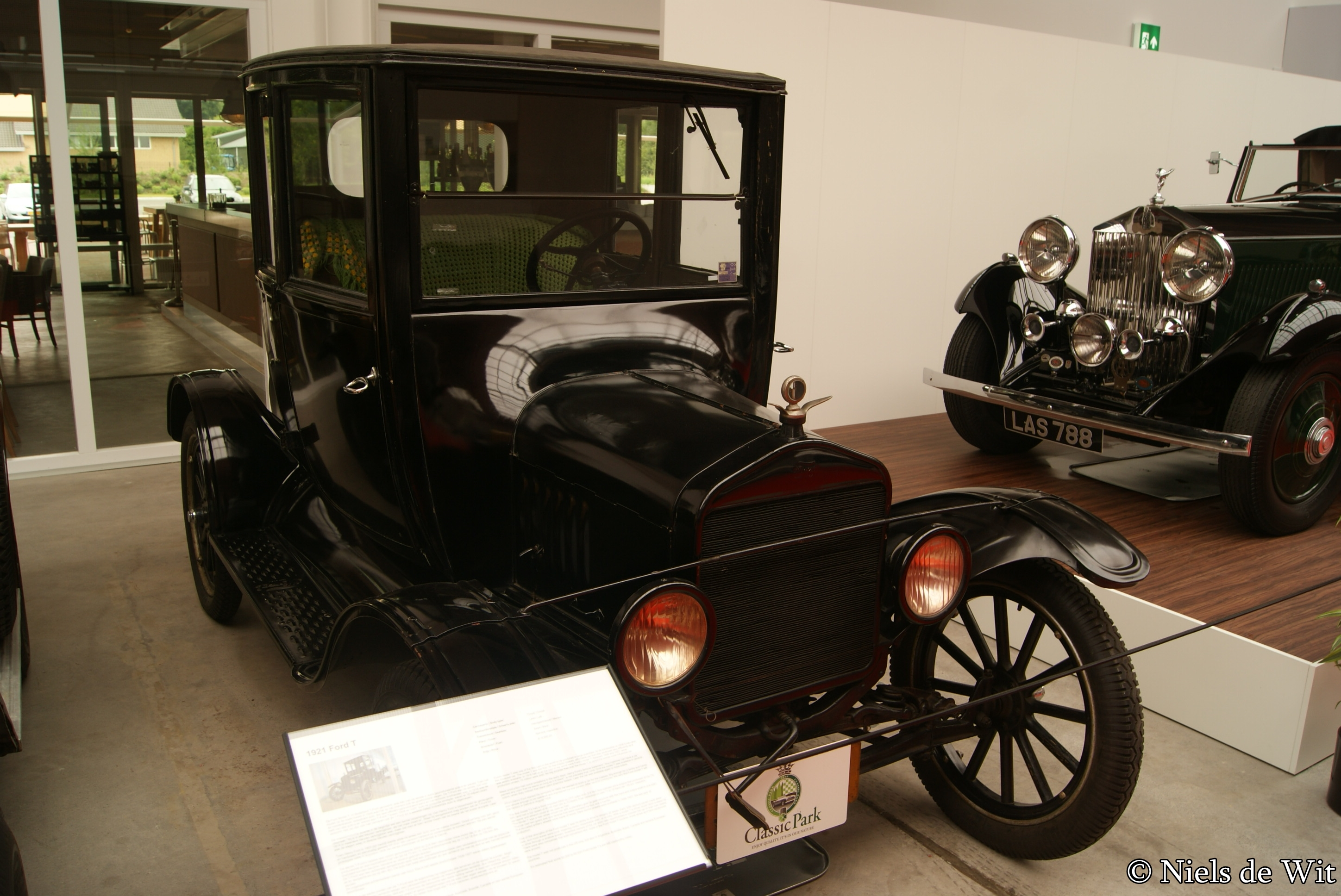
Modelo Ford T de 1921 con limpiaparabrisas

En 1905, Anderson trató de vender los derechos de su invención a una empresa canadiense, pero esta rechazó su solicitud argumentando que no consideraba que el invento tuviera valor comercial suficiente para que se justificase comenzar a producirlo. En medio de su lucha para vender su invento, apareció en escena Henry Ford, quien tomó contacto con este invento, al parecer, sin tener relación con Anderson. Fiel a su destino innovador, interpretó su utilidad, que en un principio probó en los Ford T con parabrisas.

Después de que la patente expirara en 1920 y el negocio de la fabricación de automóviles creciera exponencialmente, el diseño del limpiaparabrisas de Anderson se convirtió en un equipo estándar. En 1922, Cadillac se convirtió en el primer fabricante de automóviles en adoptarlos como equipo estándar.

## Últimos años
Anderson residía en Birmingham, donde continuó gestionando los apartamentos Fairmont hasta su muerte a la edad de 87 años. En el momento de su muerte, era el miembro más antiguo del sur de Highland Presbyterian. Murió en su casa de verano en Monteagle, Tennessee. Su funeral se llevó a cabo por el Dr. Frank A en Highland Sur y fue sepultada en el cementerio de Elmwood.

## En la cultura popular
La invención del limpiaparabrisas de Anderson se menciona en Temporada 17, Episodio 19: "Girls Just Want to Have Sums", de los dibujos animados Los Simpson, durante un debate entre Marge Simpson y su marido y su hijo, Homer y Bart, sobre la igualdad de sexos:
—Marge: "Bueno, ¡una mujer también inventó el limpiaparabrisas!"
—Homer: "Que va muy bien con otro invento de sexo masculino, ¡el coche!"
La invención del limpiaparabrisas de Anderson también se menciona brevemente en el programa de televisión británico QI (Muy Interesante); Temporada 10, Episodio 16 - "Just the Job".